# Bárbara Dührkop Dührkop
Bárbara Dührkop Dührkop (ur. 27 lipca 1945 w Hanowerze) – hiszpańska nauczycielka i polityk, od 1987 do 2009 deputowana do Parlamentu Europejskiego.

## Życiorys
W 1971 ukończyła nauki humanistyczne w Uniwersytecie w Uppsali. Pracowała m.in. jako nauczycielka w Hamburgu i wykładowczyni na Uniwersytecie Fryderyka i Aleksandra w Erlangen i Norymberdze. Później była lektorem języka niemieckiego w Instituto Usandizaga oraz w DSSAM, szkole niemieckiej w San Sebastián. W 1995 pełniła obowiązki przewodniczącej rady tej placówki.
W 1999 zasiadła we władzach baskijskich socjalistów. W 1987 wybrana do Parlamentu Europejskiego z listy PSOE. Reelekcję uzyskiwała w latach 1989, 1994, 1999 i 2004. Była koordynatorem PES w Komisji Kultury i Edukacji (1989–1994) oraz wiceprzewodniczącą Komisji Budżetowej (1994–1999). Po wyborach z 2004 zasiadła w Komisji Wolności Obywatelskich, Sprawiedliwości i Spraw Wewnętrznych. Została wybrana wiceprzewodniczącą Grupy Socjalistycznej w Parlamencie Europejskim. W PE zasiadała do 2009.
Była zamężna; jej mąż był działaczem PSOE w Kraju Basków. W 1984 został zastrzelony przez baskijskich skrajnie lewicowych bojówkarzy z Autonomicznych Oddziałów Antykapitalistycznych.